# 岩崎せいろ
岩崎 せいろ（いわさき せいろ）は、日本の実業家、作家（コラムニスト）。本名は岩崎 せいじ。株式会社ジーエスジー（GSG）ホールディングスの代表取締役、株式会社博士.comの代表創業者、軽井沢ガーデンテラスのオーナー。

## 著書
- 「不動産投資 3億円稼ぐまでのリスクと事件」（著者名：ぶった斬り博士） 幻冬舎ルネッサンス (2014/10/15) ISBN  978-4779011245
- 「世の「社長」って、こんな生き物です」 文芸社 (2016/9/29) ISBN 978-4286175430
- 「婚活恋愛は気楽が一番!」 文芸社 (2016/9/29) ISBN 978-4286175409